# Lethrinus rubrioperculatus
Lethrinus rubrioperculatus är en fiskart som beskrevs av Satô, 1978. Lethrinus rubrioperculatus ingår i släktet Lethrinus och familjen Lethrinidae. Inga underarter finns listade i Catalogue of Life.